# Daniele Massaro
Daniele Massaro (Monza, Itàlia, 23 de maig de 1961) és un exfutbolista italià que disputà quinze partits amb la selecció italiana.